# Nymö
Nymö är en småort i Kristianstads kommun i Skåne län och kyrkby i Nymö socken, belägen cirka tio kilometer öster om Kristianstad.

## Befolkningsutveckling
| Befolkningsutvecklingen i Nymö 1960–2015      | Befolkningsutvecklingen i Nymö 1960–2015 | Befolkningsutvecklingen i Nymö 1960–2015 | Befolkningsutvecklingen i Nymö 1960–2015 | Befolkningsutvecklingen i Nymö 1960–2015 |
| --------------------------------------------- | ---------------------------------------- | ---------------------------------------- | ---------------------------------------- | ---------------------------------------- |
|                                               |                                          |                                          |                                          |                                          |
| År                                            |                                          |                                          | Folkmängd                                | Areal (ha)                               |
| 1960                                          | 1960                                     |                                          | 228                                      |                                          |
| 1965                                          | 1965                                     |                                          | 208                                      |                                          |
| 1990                                          | 1990                                     |                                          | 122                                      | 27#                                      |
| 1995                                          | 1995                                     |                                          | 134                                      | 30#                                      |
| 2000                                          | 2000                                     |                                          | 149                                      | 31#                                      |
| 2005                                          | 2005                                     |                                          | 137                                      | 29#                                      |
| 2010                                          | 2010                                     |                                          | 139                                      | 29#                                      |
| 2015                                          | 2015                                     |                                          | 148                                      | 39#                                      |
| Anm.: Upphörde som tätort 1970. # Som småort. |                                          |                                          |                                          |                                          |